# International Mobile Subscriber Identity
Die International Mobile Subscriber Identity (IMSI; deutsch Internationale Mobilfunk-Teilnehmerkennung) dient in GSM-, UMTS- und LTE-Mobilfunknetzen der eindeutigen Identifizierung der Netzteilnehmer (interne Teilnehmerkennung). Neben weiteren Daten wird die IMSI auf einer speziellen Chipkarte gespeichert, dem SIM (Subscriber Identity Module). Die IMSI-Nummer wird weltweit einmalig pro SIM von den Mobilfunknetzbetreibern vergeben. Dabei hat die IMSI nichts mit der Telefonnummer zu tun, die der SIM-Karte zugeordnet ist.

## Aufbau
Die IMSI besteht aus maximal 15 Ziffern und setzt sich folgendermaßen zusammen:
- Mobile Country Code (MCC), 3 Ziffern
- Mobile Network Code (MNC), 2 oder 3 Ziffern
- Mobile Subscriber Identification Number (MSIN), 1–10 Ziffern

Beispiele einer IMSI:
262 01 9876543210MCC 262 für Deutschland, MNC 01 für T-Mobile, MSIN 9876543210 für den Teilnehmer.
262 02 9745642210MCC 262 für Deutschland, MNC 02 für Vodafone D2, MSIN 9745642210 für den Teilnehmer.
310 240 974564247MCC 310 für USA, MNC 240 für Voicestream, MSIN 974564247 für den Teilnehmer.
262 07 9745642247MCC 262 für Deutschland, MNC 07 für O2, MSIN 9745642247 für den Teilnehmer.

## Auslesen
Ein Auslesen der IMSI der SIM-Karte ist auf verschiedenen Wegen möglich – per App, auf manchen Android-Endgeräten durch Eingabe des USSD-Codes *#*#4636#*#*, oder über die Modem-Schnittstelle mit dem Befehl AT+CIMI.

## Situation in Deutschland
In Deutschland werden IMSIs durch die Bundesnetzagentur blockweise zugeteilt, wobei ein IMSI-Block durch eine eindeutige Kombination aus MCC und MNC gebildet wird. Bisher wurden die folgenden IMSI-Blöcke zugeteilt:
| IMSI-Block | Nutzer                                         |
| ---------- | ---------------------------------------------- |
| 262 01     | Telekom Deutschland GmbH                       |
| 262 02     | Vodafone GmbH                                  |
| 262 03     | Telefónica Germany GmbH & Co. oHG              |
| 262 04     | Vodafone GmbH                                  |
| 262 05     | Telefónica Germany GmbH & Co. oHG              |
| 262 06     | Telekom Deutschland GmbH                       |
| 262 07     | Telefónica Germany GmbH & Co. oHG              |
| 262 08     | Telefónica Germany GmbH & Co. oHG              |
| 262 09     | Vodafone GmbH                                  |
| 262 10     | DB InfraGO AG                                  |
| 262 11     | Telefónica Germany GmbH & Co. oHG              |
| 262 12     | Telefónica Germany GmbH & Co. oHG              |
| 262 14     | Lebara Limited                                 |
| 262 15     | Airdata AG                                     |
| 262 16     | Telefónica Germany GmbH & Co. oHG              |
| 262 17     | Telefónica Germany GmbH & Co. oHG              |
| 262 18     | NetCologne Ges. f. Telekommunikation mbH       |
| 262 19     | inquam Deutschland GmbH                        |
| 262 20     | Telefónica Germany GmbH & Co. oHG              |
| 262 21     | Multiconnect GmbH                              |
| 262 22     | sipgate Wireless GmbH                          |
| 262 23     | 1&1 Mobilfunk GmbH (ehemals Drillisch Netz AG) |
| 262 24     | TelcoVillage GmbH                              |
| 262 25     | MTEL Deutschland GmbH                          |
| 262 42     | Vodafone GmbH                                  |
| 262 43     | Lycamobile Europe Ltd.                         |
| 262 70     | BDBOS                                          |
| 262 72     | Ericsson GmbH                                  |
| 262 73     | Nokia Solutions and Networks GmbH & Co. KG     |
| 262 74     | Ericsson GmbH                                  |
| 262 76     | BDBOS                                          |
| 262 77     | Telefónica Germany GmbH & Co. oHG              |
| 262 78     | Telekom Deutschland GmbH                       |
| 262 98     | nichtöffentliche Mobilfunknetze                |

## IMSI in Österreich
In Österreich ist die Rundfunk- und Telekom Regulierungs-GmbH für die Vergabe zuständig.
| IMSI-Block | Nutzer                          |
| ---------- | ------------------------------- |
| 232 01     | A1 Telekom Austria AG           |
| 232 02     | A1 Telekom Austria AG           |
| 232 03     | T-Mobile Austria GmbH           |
| 232 05     | Hutchison Drei Austria GmbH     |
| 232 07     | T-Mobile Austria GmbH           |
| 232 08     | Lycamobile Austria Ltd          |
| 232 09     | A1 Telekom Austria AG           |
| 232 10     | Hutchison Drei Austria GmbH     |
| 232 11     | A1 Telekom Austria AG           |
| 232 12     | A1 Telekom Austria AG           |
| 232 13     | UPC Austria Services GmbH       |
| 232 14     | Hutchison Drei Austria GmbH     |
| 232 15     | Mundio mobile (Austria) Limited |
| 232 16     | Hutchison Drei Austria GmbH     |
| 232 17     | MASS Response Service GmbH      |
| 232 91     | ÖBB-Infrastruktur AG            |

## IMSI in der Schweiz
In der Schweiz ist das Bundesamt für Kommunikation BAKOM für die Vergabe zuständig.
Siehe Mobilfunknetzkennzahl.